# Ваня, Богумил
Богумил Ваня (чеш. Bohumil Váňa, 17 января 1920 — 4 ноября 1989) — чехословацкий игрок в настольный теннис, обладатель 13 золотых медалей чемпионатов мира.

## Биография
Родился в 1920 году в Праге. В настольный теннис начал играть с 9-летнего возраста. Венделин Веселы обратил внимание на молодого талантливого мальчика, и привёл его в знаменитый пражский спортивный клуб «AC Sparta», где тот стал тренироваться с такими знаменитыми игроками, как Станислав Коларж. С 1935 по 1955 годы Богумил Ваня принял участие в 12 чемпионатах мира, на которых завоевал 30 медалей; также он 38 раз становился чемпионом Чехословакии.